# Hyla suweonensis
Hyla suweonensis е вид земноводно от семейство Дървесници (Hylidae). Видът е застрашен от изчезване.

## Разпространение
Разпространен е в Южна Корея.